# Hattie McDaniel
Hattie McDaniel (Wichita, Kansas,10 de junio de 1893-Woodland Hills, California, 26 de octubre de 1952) fue una actriz y cantante estadounidense, la primera mujer negra en ganar un Premio Óscar, y en 1940 la primera mujer negra ganadora de Óscar a quien se le dedicó un sello postal del gobierno de los Estados Unidos. Ella cuenta también con dos estrellas en el Paseo de la Fama de Hollywood, por sus contribuciones radiofónicas y cinematográficas. Asimismo, es también una de las pioneras del movimiento negro, y llegó a desafiar las convenciones e injusticias de la época.
Fue una de las figuras más queridas de Hollywood, a menudo encasillada en el personaje de la buena criada, vivaz y solidaria. Cuando se la criticó por trabajar solo en papeles de empleada doméstica contestó: «Prefiero actuar de sirvienta y ganar 700 dólares semanales que ser una sirvienta y ganar 7».

## Biografía

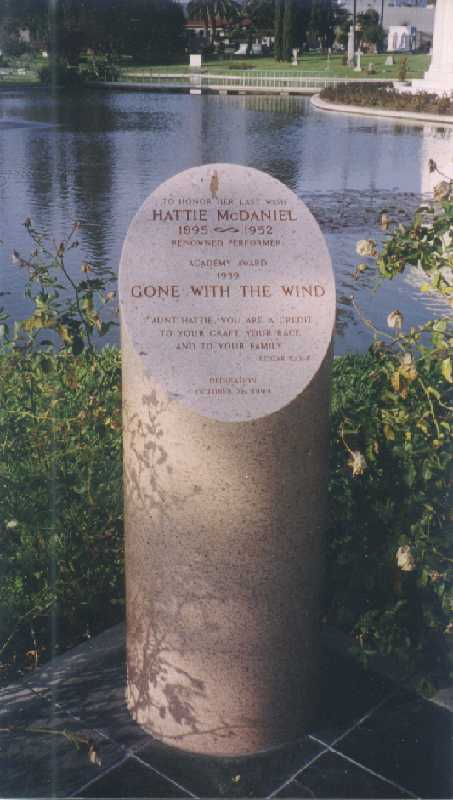
Cenotafio erigido en el cementerio que originalmente la había rechazado.

McDaniel fue la menor de trece hermanos e hija de esclavos liberados. Nació en Wichita, Kansas. Creció en Denver y se unió al minstrel show de varietés de su padre y dos hermanos.[cita requerida]
Cantó con la orquesta de George Morrison y en las giras del musical Show Boat en 1929 y 1930.[cita requerida]
En 1930 se estableció en Los Ángeles, trabajando de empleada doméstica hasta conseguir un pequeño papel en 1932. Su segundo film fue con Mae West,  No soy un ángel.[cita requerida]
Contratada por la Century Fox, en 1934 actuó en The Little Colonel con Shirley Temple y Lionel Barrymore (dirigida por David Butler), en Judge Priest (dirigida por John Ford) y en Alice Adams (con Katharine Hepburn).[cita requerida]
Entre 1932 y 1949 actuó en 300 películas, aunque sólo se le dio crédito en 80. Se la recuerda por su actuación en 1936 en la película Show Boat junto a Paul Robeson e Irene Dunne. En 1940 ganó el Óscar a la mejor actriz de reparto por su personaje de Mammy en Lo que el viento se llevó, marcando un hito para los logros de la población afroestadounidense. Sin embargo, dado que la ceremonia de la entrega de premios Oscars se realizó en un hotel con normas de segregación racial, en el que, por lo general, las personas de color no tenían permitido el ingreso, a McDaniel se le asignó un asiento en una pequeña mesa lejos de sus coprotagonistas. McDaniel fue encasillada como una empleada doméstica a lo largo de toda su carrera, y, desafortunadamente, su victoria como mejor actriz de reparto no le abrió paso a mejores oportunidades como intérprete. Tuvieron que pasar casi quince años para que otra actriz negra (Dorothy Dandridge) fuese nominada al Óscar de mejor actriz principal.[cita requerida]
En 1947 protagonizó el show radiofónico The Behula Show, que fue llevado a la televisión pero en el tercer capítulo la actriz supo que tenía cáncer de mama y no pudo seguir actuando. Falleció a los 59 años en Woodland Hills (Los Ángeles).[cita requerida]
El cementerio principal de la ciudad la rechazó debido a que en toda la nación no se permitía que las personas con piel negra fueran enterradas en el mismo sitio que las blancas. (En los Estados Unidos, la segregación terminó en 1965). En 1999, el mismo cementerio erigió un cenotafio en su honor. Se encuentra enterrada en el Angelus-Rosedale Cemetery.[cita requerida]

## Filmografía
- Love Bound (1932)
- Impatient Maiden (1932), como una paciente herida (sin acreditar).
- Are You Listening? (1932), como la tía Fatima - Cantante (sin acreditar).
- The Washington Masquerade (1932) es doncella (sin acreditar)
- The Boiling Point (1932) es Caroline la cocinera (sin acreditar)
- Crooner (1932) es doncella del Ladies' Room (sin acreditar)
- Blonde Venus (1932) es Cora, doncella de Helen en Nueva Orleans (sin acreditar)
- The Golden West (1932) es Mammy Lou (sin acreditar)
- Hypnotized (1932) es una acomodadora del Powder Room (sin acreditar)
- Hello, Sister (1933) es mujer en el apartamento (sin acreditar)
- I'm No Angel (1933) es la doncella y manicura de Tira (sin acreditar)
- Goodbye Love (1933) es Edna la doncella (sin acreditar)
- Merry Wives of Reno (1934) es la doncella de Bunny (sin acreditar)
- City Park (1934) es Tessie - la doncella redimida (sin acreditar)
- Operator 13 (1934) es Annie (sin acreditar)
- King Kelly of the U.S.A. (1934) es una limpiadora de compras en el Black Narcissus (sin acreditar)
- Judge Priest (1934) es Tía Dilsey
- Imitation of Life (1934) es una mujer en el funeral (sin acreditar)
- Flirtation (1934) es un rol menor (sin acreditar)
- Lost in the Stratosphere (1934) es Ida Johnson
- Babbitt (1934) es Rosalie, la doncella (sin acreditar)
- Little Men (1934) es Asia (sin acreditar)
- The Little Colonel (1935) es Mom Beck
- Transient Lady (1935) es sirvienta (sin acreditar)
- Traveling Saleslady (1935) es Martha Smith (sin acreditar)
- China Seas (1935) es Isabel McCarthy, doncella de Dolly (sin acreditar)
- Alice Adams (1935) es Malena Burns
- Harmony Lane (1935) es Liza, la cocinera (sin acreditar)
- Murder by Television (1935) es Isabella - la cocinera
- Music Is Magic (1935) es Hattie
- Another Face (1935) es Nellie - doncella de Sheila (sin acreditar)
- We're Only Human (1935) es Molly, doncella de Martin (sin acreditar)
- Next Time We Love (1936) es Hanna (sin acreditar)
- The First Baby (1936) es Dora
- The Singing Kid (1936) es doncella (sin acreditar)
- Gentle Julia (1936) es Kitty Silvers
- Show Boat (1936) es Queenie
- High Tension (1936) es Hattie
- The Bride Walks Out (1936) es Mamie - doncella de Carolyn
- Postal Inspector  (1936) es Deborah (sin acreditar)
- Star for a Night (1936) es Hattie
- Valiant Is the Word for Carrie (1936) es Ellen Belle
- Libeled Lady (1936) es doncella en el Grand Plaza Hall (sin acreditar)
- Can This Be Dixie? (1936) es Lizzie
- Reunion (1936) es Sadie
- Racing Lady (1937) es Abby
- Don't Tell the Wife (1937) es Mamie, doncella de Nancy (sin acreditar)
- The Crime Nobody Saw (1937) es Ambrosia
- The Wildcatter (1937) es Pearl (sin acreditar)
- Saratoga (1937) es Rosetta
- Stella Dallas (1937) es Doncella
- Sky Racket (1937) es Jenny
- Over the Goal (1937) es Hannah
- Merry Go Round of 1938 (1937) es doncella (sin acreditar)
- Nothing Sacred (1937) es Mrs. Walker (sin acreditar)
- 45 Fathers (1937) es Beulah
- Quick Money (1937) es Hattie (sin acreditar)
- True Confession (1937) es Ella
- Mississippi Moods (1937)
- Battle of Broadway (1938) es Agatha
- Vivacious Lady (1938) es Hattie - Doncella en el auditorio de música clásica (sin acreditar)
- The Shopworn Angel (1938) es Martha
- Carefree (1938) es Hattie (sin acreditar)
- The Mad Miss Manton (1938) es Hilda
- The Shining Hour (1938) es Belvedere
- Everybody's Baby (1939) es Hattie
- Zenobia (1939) es Dehlia
- Gone with the Wind (Lo que el viento se llevó, 1939) es Mammy, sirvienta de la casa
- Maryland (1940) es Tía Carrie
- La gran mentira (The Great Lie, 1941) es Violet
- Affectionately Yours (1941) es Cynthia
- They Died with Their Boots On (1941) es Callie
- The Male Animal (1942) es Cleota
- In This Our Life (1942) es Minerva Clay
- George Washington Slept Here (1942) es Hester, doncella de los Fuller
- Johnny Come Lately (1943) es Aida
- Thank Your Lucky Stars (1943) es una chismosa en el número 'Ice Cold Katie'
- Since You Went Away (1944) es Fidelia
- Janie (1944) es April - doncella de los Conway
- Three Is a Family (1944) es Doncella
- Hi, Beautiful (1944) es Millie
- Janie Gets Married (1946) es April
- Margie (1946) es Cynthia
- Never Say Goodbye (1946) es Cozie
- Song of the South (1946) es Tía Tempy
- The Flame (1947) es Celia
- Mickey (1948) es Bertha
- Family Honeymoon (1948) es Phyllis
- The Big Wheel (1949) es Minnie

## Premios y distinciones
Premios Óscar
| Año  | Categoría               | Película                  | Resultado |
| ---- | ----------------------- | ------------------------- | --------- |
| 1940 | Mejor actriz de reparto | Lo que el viento se llevó | Ganadora  |